# Schönkirchen
Schönkirchen – miejscowość i gmina w Niemczech w kraju związkowym Szlezwik-Holsztyn, w powiecie Plön, wchodzi w skład związku gmin Schrevenborn.

## Współpraca
Miejscowość partnerska:
- Brüel, Meklemburgia-Pomorze Przednie
- Schönkirchen-Reyersdorf, Austria